# 解縣
解縣是中國歷史上曾經存在的一個縣，位於今山西省西南部。
“解”這一地名始於先秦，《戰國策》赧王二十一年載“秦敗魏師於解”。漢置解縣，治所在今運城市臨猗縣臨晉鎮東南，屬河東郡。魏、晉因之。北魏、西魏，解縣先後更名安定縣、南解縣、綏化縣、虞鄉縣等。当时，知名的士族河东柳氏虽迁居外地，至隋唐仍以解县为故里，称河东解人。
唐武德元年（618年）複置解縣，治所在今運城市鹽湖區解州鎮，屬虞州。